# Torneo dei candidati 2020-2021
Il Torneo dei candidati 2020-2021 è un torneo di scacchi che si è disputato a Ekaterinburg in Russia dal 16 al 26 marzo del 2020 e dal 19 al 27 aprile del 2021. È stato organizzato dalla Federazione Internazionale degli Scacchi (FIDE) con la collaborazione della Federazione scacchistica russa, del Governo dell'Oblast' di Sverdlovsk e della sua Federazione scacchistica.
Il torneo doveva svolgersi dal 16 marzo al 4 aprile del 2020, ma dopo aver giocato i primi sette turni, il 26 marzo la FIDE fu costretta a sospendere il torneo in conseguenza alla Pandemia di COVID-19, e a completarlo una volta conclusa l'emergenza. Il torneo è ricominciato il 19 aprile del 2021, confermando la sede di Ekaterinburg. Si è concluso il 27 aprile con il 14º e ultimo turno.
Jan Nepomnjaščij si aggiudicò il torneo con un turno di anticipo acquisendo il diritto di sfidare il campione del mondo in carica Magnus Carlsen nel Campionato del mondo 2021.

## Torneo
Il torneo era organizzato con la formula del doppio girone all'italiana, in cui ogni giocatore affronta tutti gli altri in partite di andata e ritorno con colori invertiti.
La cadenza di gioco era di 100 minuti per le prime 40 mosse, 50 minuti per le successive 20 mosse e 15 minuti per finire la partita; più un incremento di 30 secondi a mossa dall'inizio della partita. I giocatori non possono accordarsi per la patta prima della quarantesima mossa senza il consenso dell'arbitro.
In caso di punteggi ex aequo la classifica veniva determinata in base ai seguenti criteri in ordine di priorità:
- Il risultato degli scontri diretti tra i giocatori giunti a pari punti
- Il numero di vittorie nel torneo tra i giocatori giunti a pari punti
- Punteggio Sonneborn-Berger

Nel caso di ulteriore parità di tutti i criteri elencati di sopra sarebbe proceduto a un sorteggio. 
Nel caso di arrivo a pari punti in testa alla classifica, se non fossero stati sufficienti i criteri di spareggio tecnico elencati di sopra, si sarebbe proceduto a uno spareggio con quattro gare rapid da 25 minuti con 10 secondi di incremento per ogni mossa, da mossa 1. In caso di ulteriore parità si sarebbe proceduto a uno spareggio con 2 partite lampo da 5 minuti con 3 secondi di incremento per ogni mossa, da mossa 1. Lo spareggio sarebbe stato ripetuto eventualmente per altre 2 volte. In caso di pareggio anche con le partite lampo si sarebbe proceduto infine allo spareggio armageddon con cadenza 5 minuti per il bianco e 4 per il nero, due secondi di incremento a mossa, da mossa 61: il giocatore che avesse vinto il sorteggio avrebbe scelto il colore, il nero avrebbe vinto eventualmente anche con la patta.
Se fossero stati più di due i giocatori ad ex aequo al primo posto senza che le prime due posizioni fossero stabiliti dai criteri dello spareggio, i due giocatori che si sarebbero contesi la vittoria sarebbero stati sorteggiati a sorte.
Il montepremi complessivo è stato di 500 000 euro.

## Partecipanti
Partecipavano al torneo otto giocatori, in base a criteri stabiliti dalle FIDE.
| Nr. | Giocatore              | Criterio di qualificazione                                                                              |
| --- | ---------------------- | --- |
| 1   | Fabiano Caruana        | finalista del Campionato del mondo 2018                                                                 |
| 2   | Maxime Vachier-Lagrave | sostituisce Teymur Rəcəbov, vincitore della Coppa del mondo 2019, che il 6 marzo rinuncia a partecipare |
| 3   | Ding Liren             | finalista della Coppa del mondo 2019                                                                    |
| 4   | Wang Hao               | vincitore del FIDE Grand Swiss 2019                                                                     |
| 5   | Aleksandr Griščuk      | vincitore del FIDE Grand Prix 2019                                                                      |
| 6   | Jan Nepomnjaščij       | 2º classificato del FIDE Grand Prix 2019                                                                |
| 7   | Anish Giri             | qualificato per la più alta media Elo                                                                   |
| 8   | Kirill Alekseenko      | wild card                                                                                               |

## Antefatti
La preparazione e lo svolgimento della prima parte del torneo furono severamente condizionati dalla Pandemia di COVID-19. La delegazione cinese, composta da Wang Hao e Ding Liren, sostenne di aver dovuto annullare la tradizionale fase di preparazione al torneo, dovendola sostituire con un programma di allenamento che prevedeva riunioni a distanza e l'uso di programmi e server scacchistici.
Il 19 febbraio del 2020 la FIDE annunciò la decisione della Federazione russa secondo la quale la delegazione cinese avrebbe potuto ottenere i visti necessari ad entrare in Russia per partecipare al torneo. Tuttavia, alla delegazione cinese venne raccomandato di recarsi sul posto "con buon anticipo" rispetto all'inizio del torneo. Vi era infatti la possibilità che, dopo l'arrivo, sarebbero dovuti rimanere in quarantena per alcuni giorni nella regione di Mosca per accertamenti medici. Ding Liren ha infatti dovuto passare 14 giorni in quarantena nei pressi di Mosca, mentre Wang Hao, arrivando da Tokyo, ha potuto recarsi direttamente presso la sede di gioco.
Il 6 marzo del 2020 Teymur Rəcəbov annunciò che non avrebbe partecipato al torneo in quanto in disaccordo con l'organizzazione adottata dalla FIDE riguardo alla prevenzione della pandemia da SARS-CoV-2. Al suo posto, che gli spettava in quanto vincitore della Coppa del mondo 2019, è subentrato Maxime Vachier-Lagrave secondo l'articolo 2.1E del regolamento del torneo.

## Interruzione e ripresa del torneo
Il 26 marzo, giorno dell'ottavo turno di gioco, il governo russo impose la sospensione del traffico aereo a partire dal giorno seguente. Questo provvedimento costrinse la FIDE a dichiarare la sospensione immediata del torneo, per permettere ai giocatori e tutti gli addetti di poter rientrare a casa il giorno stesso. 
L'intenzione della Federazione Internazionale era di riprendere il torneo il 1º novembre del 2020 nella medesima sede di gioco (in caso di problemi sanitari locali, Tbilisi sarebbe stata scelta come riserva). Tuttavia il 16 ottobre la FIDE decise, visto il permanere della pandemia, di posticipare la ripresa dell'evento alla primavera del 2021. La sede di gioco sarebbe stata annunciata due mesi prima dell'inizio. Il 15 febbraio 2021 la Federazione Internazionale degli Scacchi annunciò che il torneo sarebbe ripreso il 19 aprile. 
Nell'aprile del 2021, nella settimana che ha preceduto la ripresa del torneo, il presidente della FIDE Arkadij Dvorkovič indisse una conferenza stampa, nella quale illustrò le misure che sarebbero state adottate dalla federazione internazionale per lo svolgimento dell'evento. I giocatori si sarebbero dovuti sottoporre a tampone non prima delle 72 ore di distanza dal turno di ripresa, ma non sarebbero stati effettuati altri controlli durante il proseguimento del torneo, se non nel caso in cui si fossero presentati dei sintomi. Non venne reso necessario l'uso delle mascherine.
Il torneo è ricominciato a 13 mesi di distanza dalla sospensione della FIDE. Il 19 aprile del 2021 si svolse l'ottavo turno di gioco, il primo del girone di ritorno.

## Calendario e risultati
Il primo giocatore nominato ha il bianco; 1–0 indica una vittoria del bianco, 0–1 una vittoria del nero, ½–½ una patta.
| Turno 1 – 17 marzo 2020     |                             |     |
| Maxime Vachier-Lagrave      | Fabiano Caruana             | ½–½ |
| Ding Liren                  | Wang Hao                    | 0–1 |
| Anish Giri                  | Jan Nepomnjaščij            | 0–1 |
| Aleksandr Griščuk           | Kirill Alekseenko           | ½–½ |
| Turno 2 – 18 marzo 2020     |                             |     |
| Fabiano Caruana (½)         | Kirill Alekseenko (½)       | 1-0 |
| Jan Nepomnjaščij (1)        | Aleksandr Griščuk (½)       | ½–½ |
| Wang Hao (1)                | Anish Giri (0)              | ½–½ |
| Maxime Vachier-Lagrave(½)   | Ding Liren (0)              | 1-0 |
| Turno 3 – 19 marzo 2020     |                             |     |
| Ding Liren (0)              | Fabiano Caruana (1½)        | 1-0 |
| Anish Giri (½)              | Maxime Vachier-Lagrave (1½) | ½–½ |
| Aleksandr Griščuk (1)       | Wang Hao (1½)               | ½–½ |
| Kirill Alekseenko (½)       | Jan Nepomnjaščij (1½)       | ½–½ |
| Turno 4 – 21 marzo 2020     |                             |     |
| Fabiano Caruana (1½)        | Jan Nepomnjaščij (2)        | ½–½ |
| Wang Hao (2)                | Kirill Alekseenko (1)       | ½–½ |
| Maxime Vachier-Lagrave (2)  | Aleksandr Griščuk (1½)      | ½–½ |
| Ding Liren (1)              | Anish Giri (1)              | ½–½ |
| Turno 5 – 22 marzo 2020     |                             |     |
| Anish Giri (1½)             | Fabiano Caruana (2)         | ½–½ |
| Aleksandr Griščuk (2)       | Ding Liren (1½)             | ½–½ |
| Kirill Alekseenko (1½)      | Maxime Vachier-Lagrave (2½) | ½–½ |
| Jan Nepomnjaščij (2½)       | Wang Hao (2½)               | 1-0 |
| Turno 6 – 23 marzo 2020     |                             |     |
| Aleksandr Griščuk (2½)      | Fabiano Caruana (2½)        | ½–½ |
| Kirill Alekseenko (2)       | Anish Giri (2)              | 0-1 |
| Jan Nepomnjaščij (3½)       | Ding Liren (2)              | 1-0 |
| Wang Hao (2½)               | Maxime Vachier-Lagrave (3)  | ½–½ |
| Turno 7 – 25 marzo 2020     |                             |     |
| Fabiano Caruana (3)         | Wang Hao (3)                | ½–½ |
| Maxime Vachier-Lagrave (3½) | Jan Nepomnjaščij (4½)       | 1-0 |
| Ding Liren (2)              | Kirill Alekseenko (2)       | ½–½ |
| Anish Giri (3)              | Aleksandr Griščuk (3)       | ½–½ |

| Turno 8 – 19 aprile 2021    |                             |     |
| Fabiano Caruana (3½)        | Maxime Vachier-Lagrave (4½) | 1-0 |
| Wang Hao (3½)               | Ding Liren (2½)             | ½–½ |
| Jan Nepomnjaščij (4½)       | Anish Giri (3½)             | ½–½ |
| Kirill Alekseenko (2½)      | Aleksandr Griščuk (3½)      | 1-0 |
| Turno 9 – 20 aprile 2021    |                             |     |
| Kirill Alekseenko (3½)      | Fabiano Caruana (4½)        | ½-½ |
| Aleksandr Griščuk (3½)      | Jan Nepomnjaščij (5)        | ½-½ |
| Anish Giri (4)              | Wang Hao (4)                | 1-0 |
| Ding Liren (3)              | Maxime Vachier-Lagrave (4½) | ½-½ |
| Turno 10 – 21 aprile 2021   |                             |     |
| Fabiano Caruana (5)         | Ding Liren (3½)             | ½-½ |
| Maxime Vachier-Lagrave (5)  | Anish Giri (5)              | ½-½ |
| Wang Hao (4)                | Aleksandr Griščuk (4)       | ½-½ |
| Jan Nepomnjaščij (5½)       | Kirill Alekseenko (4)       | 1-0 |
| Turno 11 – 23 aprile 2021   |                             |     |
| Jan Nepomnjaščij (6½)       | Fabiano Caruana (5½)        | ½–½ |
| Kirill Alekseenko (4)       | Wang Hao (4½)               | ½–½ |
| Aleksandr Griščuk (4½)      | Maxime Vachier-Lagrave (5½) | 1-0 |
| Anish Giri (5½)             | Ding Liren (4)              | 1-0 |
| Turno 12 – 24 aprile 2021   |                             |     |
| Fabiano Caruana (6)         | Anish Giri (6½)             | 0-1 |
| Ding Liren (4)              | Aleksandr Griščuk (5½)      | 1-0 |
| Maxime Vachier-Lagrave (5½) | Kirill Alekseenko (4½)      | 1-0 |
| Wang Hao (5)                | Jan Nepomnjaščij (7)        | 0-1 |
| Turno 13 – 26 aprile 2021   |                             |     |
| Wang Hao (5)                | Fabiano Caruana (6)         | 0-1 |
| Jan Nepomnjaščij (8)        | Maxime Vachier-Lagrave (6½) | ½–½ |
| Kirill Alekseenko (4½)      | Ding Liren (5)              | 0-1 |
| Aleksandr Griščuk (5½)      | Anish Giri (7½)             | 1-0 |
| Turno 14 – 27 aprile 2021   |                             |     |
| Fabiano Caruana (7)         | Aleksandr Griščuk (6½)      | ½–½ |
| Anish Giri (7½)             | Kirill Alekseenko (4½)      | 0-1 |
| Ding Liren (6)              | Jan Nepomnjaščij (8½)       | 1-0 |
| Maxime Vachier-Lagrave (7)  | Wang Hao (5)                | 1-0 |

## Classifica
| Giocatore              | Elo 20 | Elo 21 | G  | V | P  | S | Punti | SD  | SB    |
| ---------------------- | ------ | ------ | -- | - | -- | - | ----- | --- | ----- |
| Jan Nepomnjaščij       | 2774   | 2789   | 14 | 5 | 7  | 2 | 8,5   | -   | 51    |
| Maxime Vachier-Lagrave | 2767   | 2758   | 14 | 4 | 8  | 2 | 8     | -   | 45,25 |
| Anish Giri             | 2763   | 2776   | 14 | 4 | 7  | 3 | 7,5   | 1,5 | 46    |
| Fabiano Caruana        | 2842   | 2820   | 14 | 3 | 9  | 2 | 7,5   | 0,5 | 43,25 |
| Ding Liren             | 2805   | 2791   | 14 | 4 | 6  | 4 | 7     | 1,5 | 36,75 |
| Aleksandr Griščuk      | 2777   | 2777   | 14 | 2 | 10 | 2 | 7     | 0,5 | 44    |
| Kirill Alekseenko      | 2698   | 2696   | 14 | 2 | 7  | 5 | 5,5   | -   | 29    |
| Wang Hao               | 2772   | 2773   | 14 | 1 | 8  | 5 | 5     | -   | 30,75 |

### Fonti
1. ↑  (EN) Get ready for the start of the Candidates 2020, su en.chessbase.com. URL consultato il 16 marzo 2020.
2. ↑  (EN) FIDE stops the Candidates Tournament, su fide.com, 26 marzo 2020. URL consultato il 26 marzo 2020.
3. ↑  (EN) FIDE resumes Candidates, su fide.com. URL consultato il 18 febbraio 2021.
4. ↑  (EN) Candidates R13: Nepomniachtchi wins the tournament with a round to spare, su en.chessbase.com. URL consultato il 26 aprile 2021.
5. ↑  (EN) Regulations for the FIDE Candidates Tournament 2020 (PDF), su fide.com. URL consultato il 18 marzo 2020.
6. ↑  Articolo 4.9 del Regolamento FIDE: Prize money.
7. ↑  (EN) Radjabov Withdraws From Candidates, Vachier-Lagrave To Play Instead, su chess.com. URL consultato il 18 marzo 2020.
8. 1 2  (EN) Teimour Radjabov to be replaced by Maxime Vachier-Lagrave in the Candidates Tournament, su fide.com. URL consultato il 18 marzo 2020.
9. ↑  (EN) Coronavirus affecting Chinese Candidates preparation, su chess.com. URL consultato il 18 marzo 2020.
10. ↑  (EN) Statement regarding the Chinese delegation for the Candidates tournament, su fide.com. URL consultato il 18 marzo 2020.
11. ↑  (EN) Leonard Barden, Coronavirus cuts World senior team event while Carlsen extends run, in The Guardian, 13 marzo 2020. URL consultato il 19 marzo 2020.
12. ↑  (EN) FIDE announces resumption of Candidates Tournament, su fide.com. URL consultato l'8 settembre 2020.
13. ↑  (EN) The second leg of the Candidates Tournament is postponed to the spring of 2021, su fide.com. URL consultato il 16 ottobre 2020.
14. ↑  (EN) Arkady Dvorkovich: “We are absolutely ready to start the Candidates Tournament”, su new.fide.com. URL consultato il 14 aprile 2021.
15. ↑  (EN) Caruana takes down MVL, Nepomniachtchi emerges as a sole leader, su fide.com. URL consultato il 26 aprile 2021.